# فرودگاه آرقالیق
فرودگاه آرقالیق فرودگاهی عمومی واقع در آرقالیق، قزاقستان در کشور قزاقستان است.